# 旧中国通商銀行ビル

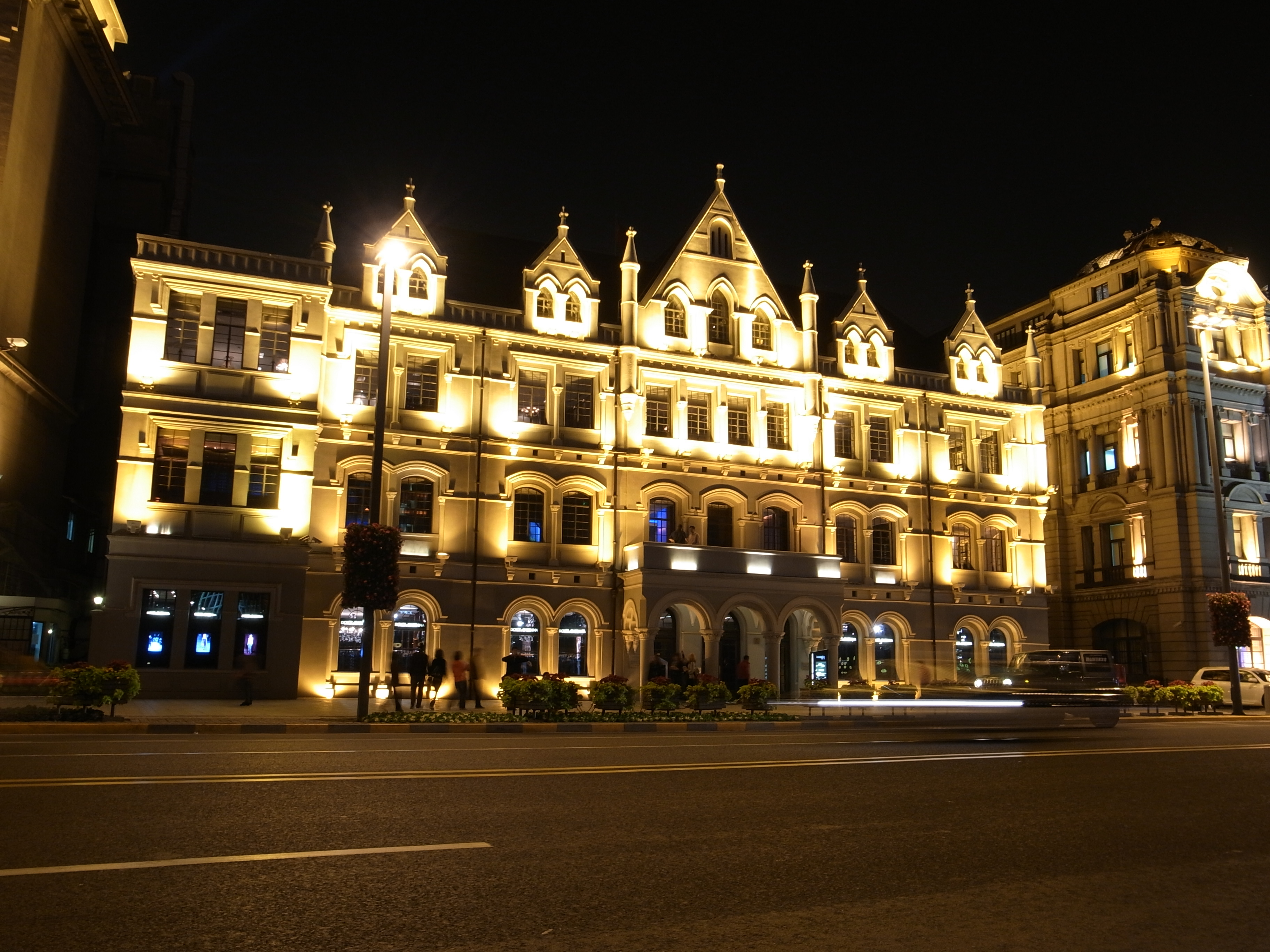
旧中国通商銀行ビル

中国通商銀行ビルは上海外灘の外灘6号に位置している建物。中国通商銀行は中国人の創立した初めての銀行会社であり、1897年に盛宣懐が創立した。この建物は元々ラッセル商会が使用していたとされているが、その後競売に出され、1897年5月27日に中国通商銀行が入店した。モリソン商会(zh:玛礼逊洋行)のガブリエル・ジェームス・モリソン(Gabriel James Morrison)とF・M・グラットンが設計している。
もともと3階建ての植民地風建築であったが、1906年に改装を行っている。外灘の建築物の中では背が低く、他の建物とは趣が異なる。建築様式としてはゴシック式建築で市庁舎様式になっている。建築面積は4541m2で、中央部分が一番高い屋根になっている。また、本来赤レンガであったが、現在は白い漆喰で塗られている。改装は行っているが、19世紀中には建っており、バンドの中でも古い建物である。